# Liste des députés européens de Belgique de la 8e législature

Cet article présente la liste des députés européens de la Belgique de la 8e législature (2014-2019).

## Députés européens
| Nom | Collège électoral       | Parti                                           | Groupe parlementaire européen                                      |
| --- | ----------------------- | ----------------------------------------------- | ------------------------------------------------------------------ |
| Ivo Belet | Communauté flamande     | Christen-Democratisch en Vlaams (CD&V)          | PPE                                                                |
| Marianne Thyssen (Démissionne le 31 octobre 2014) Tom Vandenkendelaere (À partir du 6 novembre 2014)                                                | Communauté flamande     | Christen-Democratisch en Vlaams (CD&V)          | PPE                                                                |
| Pascal Arimont | Communauté germanophone | Christlich Soziale Partei (CSP)                 | PPE                                                                |
| Claude Rolin | Communauté française    | Centre démocrate humaniste (CDH)                | PPE                                                                |
| Kathleen Van Brempt | Communauté flamande     | Socialistische Partij Anders (sp.a)             | S&D                                                                |
| Marie Arena | Communauté française    | Parti socialiste (PS)                           | S&D                                                                |
| Hugues Bayet | Communauté française    | Parti socialiste (PS)                           | S&D                                                                |
| Marc Tarabella | Communauté française    | Parti socialiste (PS)                           | S&D                                                                |
| Philippe De Backer (jusqu'au 29.04.2016) Lieve Wierinck                                                                                             | Communauté flamande     | Open Vlaamse Liberalen en Democraten (Open Vld) | ADLE                                                               |
| Annemie Neyts-Uyttebroeck (Démissionne le 31 décembre 2014) Hilde Vautmans (À partir du 1er janvier 2015)                                           | Communauté flamande     | Open Vlaamse Liberalen en Democraten (Open Vld) | ADLE                                                               |
| Guy Verhofstadt | Communauté flamande     | Open Vlaamse Liberalen en Democraten (Open Vld) | ADLE                                                               |
| Gérard Deprez | Communauté française    | Mouvement réformateur (MR)                      | ADLE                                                               |
| Louis Michel | Communauté française    | Mouvement réformateur (MR)                      | ADLE                                                               |
| Frédérique Ries | Communauté française    | Mouvement réformateur (MR)                      | ADLE                                                               |
| Bart Staes | Communauté flamande     | Groen                                           | Verts/ALE                                                          |
| Philippe Lamberts | Communauté française    | Ecolo                                           | Verts/ALE                                                          |
| Johan Van Overtveldt (Démission le 10 octobre 2014) Sander Loones (Du 14 octobre 2014 au 12 octobre 2018) Ralph Packet (Depuis le 22 novembre 2018) | Communauté flamande     | Nieuw-Vlaamse Alliantie (N-VA)                  | CRE                                                                |
| Helga Stevens | Communauté flamande     | Nieuw-Vlaamse Alliantie (N-VA)                  | CRE                                                                |
| Louis Ide (Démissionne le 18 décembre 2014) Anneleen Van Bossuyt (À partir du 8 janvier 2015)                                                       | Communauté flamande     | Nieuw-Vlaamse Alliantie (N-VA)                  | CRE                                                                |
| Mark Demesmaeker | Communauté flamande     | Nieuw-Vlaamse Alliantie (N-VA)                  | CRE                                                                |
| Gerolf Annemans | Communauté flamande     | Vlaams Belang (VB)                              | Non-inscrit (jusqu'au 14 juin 2015) ENL (à partir du 15 juin 2015) |